# Julie Christie
Julie Frances Christie (Chabua (Assam, India), 14 april 1941) is een Britse actrice.
Christie studeerde aan de Central School of Music and Drama voor ze doorbrak met haar rol in de sciencefictionserie A for Andromeda in 1961. Het grootste deel van de opnames is verloren gegaan. Een fragment uit de laatste aflevering, met daarin onder anderen Julie Christie, is echter bewaard gebleven.
Haar eerste belangrijke filmrol was als tegenspeelster van Tom Courtenay in Billy Liar, uit 1963. Vervolgens speelde zij onder andere Lara in Doctor Zhivago (1965), en Batsheba in Far from the Madding Crowd (1967). Christie was een veelgezien figuur in de glamour van Londen in de jaren 60 en bleef ook in de volgende decennia actief als actrice.
Eind 2007 trouwde zij (in het geheim) in India met Duncan Campbell, een journalist.